# Škofija Yarmouth
Škofija Yarmouth je rimskokatoliška škofija s sedežem v Yarmouthu (Kanada).

## Geografija
Škofija zajame področje 32.150 km² s 143.261 prebivalci, od katerih je 36.000 rimokatoličanov (25,1 % vsega prebivalstva).
Škofija se nadalje deli na 24 župnij.

## Škofje
- Albert Leménager (6. julij 1953-17. avgust 1967)
- Austin-Emile Burke (1. februar 1968-8. julij 1991)
- James Matthew Wingle (31. maj 1993-9. november 2001)